# Зенон Косідовський
Зенон Косідовський (пол. Zenon Kosidowski; нар. 22 червня 1898, Іновроцлав — пом. 14 вересня 1978, Варшава) — польський письменник, есеїст, поет. 

## Біографія
Народився 22 червня 1898 року в місті Іновроцлаві Королівства Пруссії, Німеччина (нині Куявсько-Поморське воєводство, Польща), у родині Косідовських — Антонія і Валентини (уроджена Фідлер). Був призваний на військову службу до німецької армії, але дезертирував для участі у Великопольському повстанні.
1919—1922 рр. навчався в Університеті в Познані та Ягеллонському університеті в Кракові, де вивчав германістику й полоністику.
Упродовж 1919—1920 рр. працював у редакції експресіоністського журналу «Zdrój» у Познані. Від 1919 року почав друкувати власні твори на шпальтах журналу. Згодом, викладав польську літературу в школі міста Лодзь.
У період між 1928 до 1939 рр. — головний редактор і керівник познанської радіостанції «Польське Радіо». 1934 року був призначений головою профспілки польських письменників (пол. Związku Zawodowego Literatów Polskich) у Познані й був одним із засновників товариства «Літературний четверг» (пол. Czwartków Literackich).
1939—1951 рр. перебував у США, де викладав історію польської культури в Каліфорнійському університеті Лос-Анджелеса (1945—1949). У період між 1942—1943 рр. — редактор польського щотижневика «Tygodnik Polski», від 1950 — редактор газети польського посольства у Вашингтоні «Poland of Today».
Помер Зенон Косідовський 14 вересня 1978 року. Похований на Військовому Кладовищі в районі Повонзки у Варшаві (місце B35-7-9).

## Літературна діяльність
1922 року вийшла друком поетична збірка «Шалений ловець» (пол. Szalony łowca), 1928 року — роздуми «Мистецтво слухати радіо» (пол. Artystyczne słuchowisko radiowe), 1931 року — «Факти й ілюзії» (пол. Fakty i złudy).
Автор твору про польську акторку і режисерку Станіславу Висоцьку (пол. Poemat o Stanisławie Wysockiej) і драми «Пожежа» (пол. Pożar, 1927).
Після повернення на батьківщину (1951) написав серію науково-популярних творів присвячених історії і культури стародавних цивілізацій:
- Коли сонце було богом / Gdy słońce było bogiem (1956)
- Королівство золотих сліз / Królestwo złotych łez (1960)
- Біблійні оповіді / Opowieści biblijne (1963)
- Лісіппові коні чи Квадрига святого Марка / Rumaki Lizypa (1965)
- Оповіді євангелістів / Opowieści ewangelistów (1979)

У творах Зенон Косідовський досліджує канонічні тексти Нового Завіту, спираючись на досягнення тогочасної історичної науки, лінгвістики, археології спростовує деякі богословські твердження.
Його твори перекладені болгарською, китайською, чеською, литовською, латвійською, молдавською, російською, румунською, сербсько-хорватською, словацькою, українською, угорською мовами.

## Нагороди
- «Срібний академічний лавр» Польської академії літератури (1938)
- Державна премія II ступеня (1964)
- Премія Товариства розвитку світської культури (1965)

### Переклади українською
- Біблійні оповіді [Архівовано 19 лютого 2020 у Wayback Machine.]. Переклад Олексія Федосенко, Ольги Лєнік. 1964. Друге перевидання — 1978.
- Коли сонце було Богом [Архівовано 23 лютого 2020 у Wayback Machine.]. Переклад Олексія Федосенко. Київ, 1963.
- Оповіді євангелістів [Архівовано 29 січня 2020 у Wayback Machine.]. Переклад В. М. Калюжна, Лідія Родніна. 1985.
- Лісіппові коні. Переклад Ольги Лєнік. Київ: Веселка, 1972.